# Jacopo Corsi
Jacopo Corsi (Firenze, 17 luglio 1561 – Firenze, 29 dicembre 1602) è stato un compositore italiano attivo nel tardo Cinquecento. È considerato fra i maggiori autori del periodo della prima musica barocca.

## Biografia
Di origini nobili (era marchese), apparteneva al noto casato dei Corsi e fu uno dei padri della futura opera lirica. Amico di Jacopo Peri, condivise con questi le inquietudini tese al recupero, attraverso la musica, della drammaticità del teatro dell'antica Grecia.
Fece parte a Firenze della Camerata de' Bardi che faceva capo a Giovanni Bardi e nel suo palazzo - Palazzo Tornabuoni - alla fine del Cinquecento riunì la prima Accademia di Musica di Firenze: qui nacque nel 1598 il melodramma italiano con la prima rappresentazione privata di Dafne, su libretto di Ottavio Rinuccini, come ricorda anche una lapide posta su via dei Corsi.
La prima esecuzione pubblica di Dafne è stata il 21 gennaio 1599 nella seconda versione nel Palazzo Pitti.
Nel 1600 suona l'organo nella prima assoluta di Euridice a Palazzo Pitti.